# Општина Булбуката (Ђурђу)
Булбуката (рум. Bulbucata) општина је у Румунији у округу Ђурђу.
Oпштина се налази на надморској висини од 77 m.